# Rudolf Wilhelm von Stubenberg

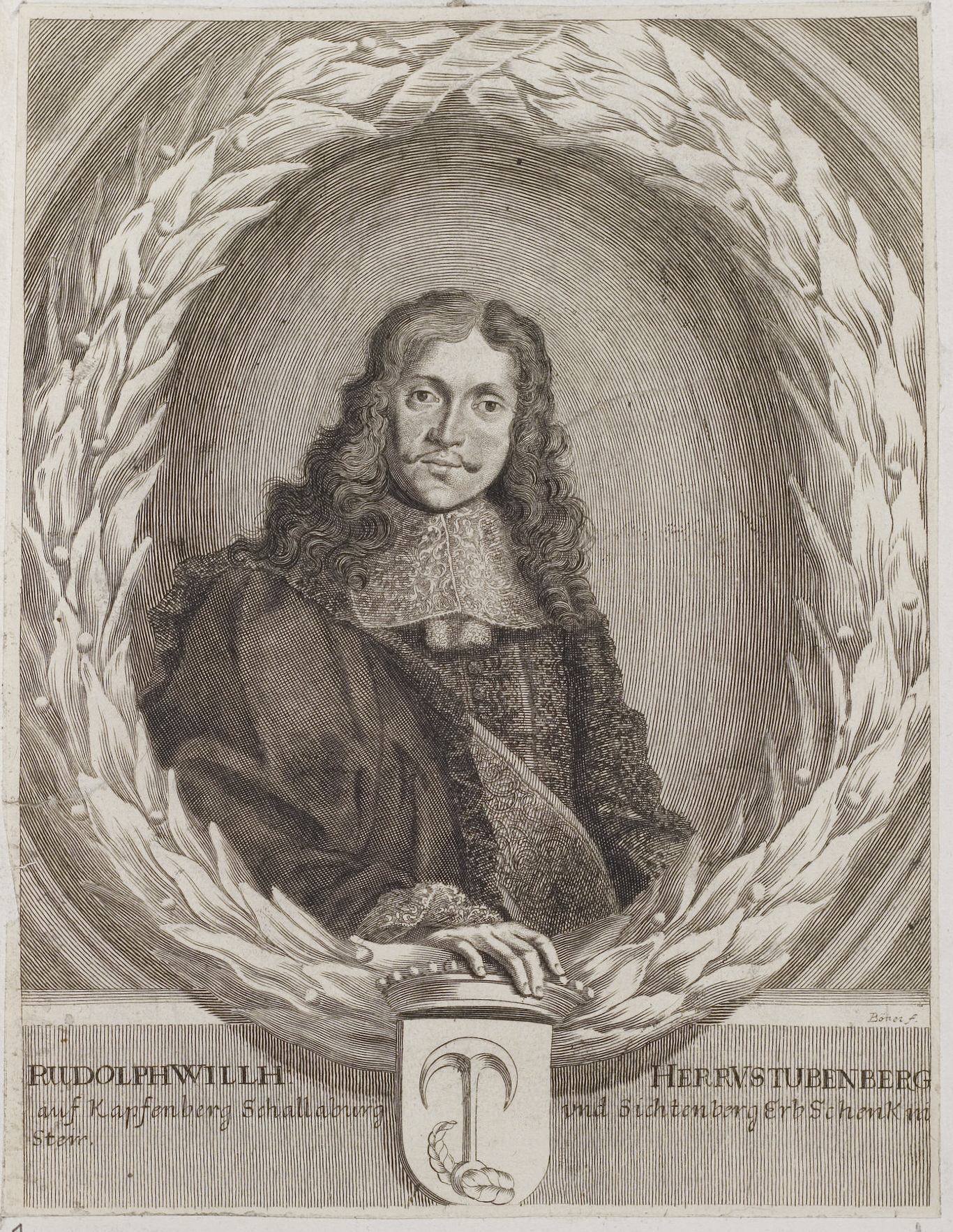
Rudolf Wilhelm von Stubenberg

Rudolf Wilhelm von Stubenberg (* 2. Januar 1643 in Preßburg, Königreich Ungarn; † 28. Januar 1677 in Freie Reichsstadt Regensburg) war als Privatgelehrter Mitglied der Fruchtbringenden Gesellschaft. Zudem war er ein bekannter Scherenschnittkünstler.

## Herkunft und Kindheit
Rudolf Wilhelm entstammte dem protestantischen Zweig der aus der Steiermark nach Böhmen ausgewanderten Adelsfamilie von Stubenberg. Seine Eltern waren der Übersetzer und Dichter Johann Wilhelm von Stubenberg und Felicitas Dorothea von Eibiswald. Er wurde in Pressburg geboren und getauft. Nach einer Erkrankung im Alter von zwei Jahren behielt er eine dauernde Bewegungsbehinderung zurück. Seine Kindheit verbrachte er auf der Burg Schallaburg in Niederösterreich, die seinem Vater nach langen Erbauseinandersetzungen zugestanden wurde. Seine christliche Erziehung und seinen ersten Unterricht erhielt er von seinen Eltern. Obwohl es durch ein kaiserliches Dekret von 1652 verboten war, protestantische Erzieher zu beschäftigen, wurde 1653 – auf Vermittlung von Sigmund von Birken – Paul Winkler, ein Neffe des schlesischen Dichters Andreas Gryphius, als Hauslehrer für Rudolf Wilhelm angestellt. Nachdem Winkler im April 1656 die Schallaburg aus persönlichen Gründen verlassen hatte, wurde Rudolf Wilhelm Schüler des evangelischen Gymnasiums in Pressburg. Danach begann er eine juristische Ausbildung in Wien (Collegia Juridica), die er jedoch wegen des Todes seines Vaters nicht abschließen konnte.

## Tod des Vaters und Exil
Nach dem Tod seines Vaters 1663 hatte Rudolf große Schwierigkeiten, als minderjähriger protestantischer Adeliger an sein Erbe zu gelangen. Ebenso durfte er die geplante Bildungsreise nicht antreten, da diesem Personenkreis von den katholischen Autoritäten auch Studienaufenthalte im Ausland untersagt waren. Mit diesen Vorschriften sollten Witwen und Waisen zur Konversion gedrängt werden. Nachdem sich im Österreichischen Türkenkrieg der Feind bedrohlich der Hauptstadt Wien näherte, flüchtete Rudolf mit seiner Mutter nach Wels in Oberösterreich, aus dem bereits alle Protestanten ausgewiesen worden waren. Im Herbst reiste er nochmals nach Wien in der Hoffnung, dort doch noch ohne Glaubenswechsel ein Amt bekleiden zu können.
Er erkannte jedoch seine aussichtslose Lage und verließ, nachdem er volljährig geworden war, mit seiner Mutter im Frühling 1664 endgültig seine österreichische Heimat. Er suchte Zuflucht in der Freien Reichsstadt Regensburg, wo sich bereits viele österreichische Exulanten angesiedelt hatten und wo auch entfernte Verwandte der Stubenberg, die kompromisslos ihrem Glauben treu geblieben waren, wohnten. Dort sorgte er für eine standesgemäße Unterkunft seiner Mutter und ließ sie vom Kupferstecher G. E. Emmerts porträtieren.

## Bildungsreise
Im Sommer oder Herbst 1664 unternahm Rudolf Wilhelm die lange geplante Bildungsreise in die Schweiz, nach Frankreich, Spanien, England und in die Niederlande. Er war anderthalb Jahre unterwegs und kehrte über Hamburg, Westfalen, Sachsen und Böhmen nochmals nach Wien zurück, vermutlich in der Absicht, um seine zukünftige Frau zu werben.

## Heirat und Familie
Am 13. Februar 1667 heiratete Rudolf Wilhelm in der evangelischen Kirche von Kittsee bei Pressburg Maria Maximiliana von Auersperg (1641–1668). Das Brautpaar kannte sich vermutlich aus Kindestagen. Der Brautvater, Erasmus von Auersperg, besaß das Schloss Ernegg in Niederösterreich, das nicht weit von der Schallaburg entfernt war.

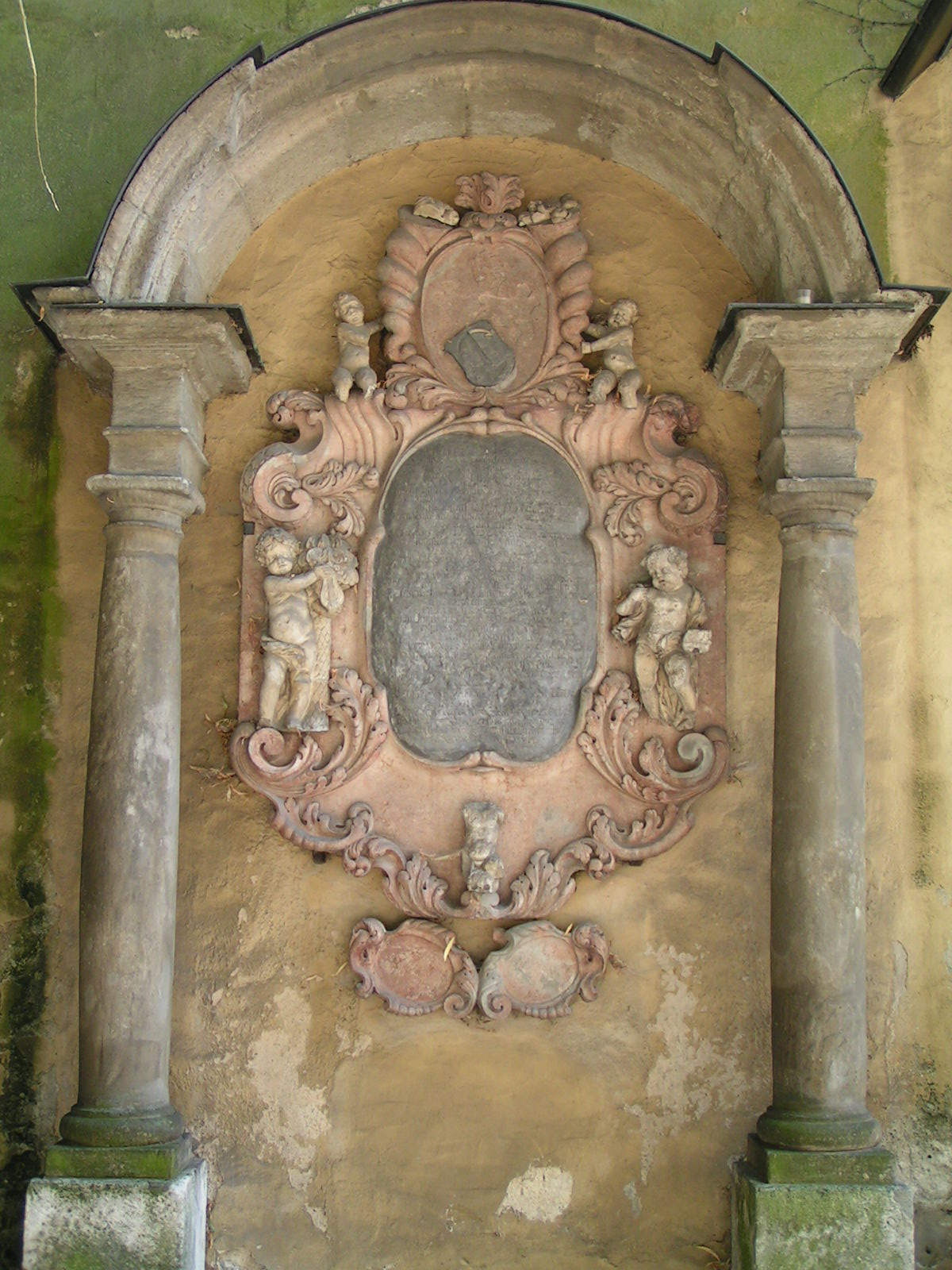
Stubenberg-Epitaph Gesandtenfriedhof Dreieinigkeitskirche Regensburg

Auf Rudolf Wilhelms Wunsch wurden die Gebeine seines Vaters, der auf dem evangelischen Friedhof von Kittsee beerdigt worden war, nach Regensburg überführt und dort am zwar abgelegen aber gut einsehbaren östlichen Ende des unbebauten Platzes hinter der Kirche zur Hl. Dreifaltigkeit (heute Gesandtenfriedhof bei der Dreieinigkeitskirche) bestattet. Nördlich des gewählten Platzes gab es bereits entlang der dort nach Norden verlaufenden Grenzmauer einige ältere Boden-Grabstätten mit einfachen Boden-Grabplatten für in Regensburg verstorbene Personen aus der Zeit der Verhandlungen nach dem Dreißigjährigen Krieg. Dort am südlichen Ende der Grenzmauer, im einsehbaren Bereich des Platzes ließ der Sohn Rudolf Wilhelm um 1670 für seinen Vater Johann Wilhelm von Stubenberg das erste von heute 20 Epitaphien auf dem heutigen Gesandtenfriedhof erbauen. Bei der Einrichtung der von ihm dort geplanten Familiengrabstätte wurde auch eine vor der Zerstörung gerettete und auf dem heutigen Gesandtenfriedhof aufbewahrte Grabplatte seines Mäzens und Großonkels zweiten Grades Georg von Stubenberg verwendet. Der Großonkel war bereits 1630 in Regensburg verstorben und war auf dem Petersfriedhof südlich vor der Stadtmauer begraben worden. 1633 wurde Regensburg von bayerischen Truppen besetzt. Von ihnen wurde der Petersfriedhof in Vorbereitung der dann beginnenden Kämpfe um Regensburg zerstört, wobei Familien, die vor Ort lebten die Möglichkeit hatten, Teile der Grabstätten zu retten.
In der Familiengrabstätte auf dem sich im Laufe der Folgejahre zum heutigen Gesandtenfriedhof entwickelnden Begräbnisstätte bei der Dreieinigkeitskirche wurde am 23. Dezember 1667 auch Rudolf Wilhelms Mutter Felicitas, die ihren Mann nur um vier Jahre überlebt hatte, begraben. Auch das Glück des jung vermählten Ehepaares Stubenberg war nicht von Dauer. Am 4. Mai 1668 starb seine Ehefrau Maria Maximiliana und wurde ebenfalls in der neuen Familiengrabstätte begraben, tief betrauert von Rudolf Wilhelm. Ihre Freundin aus Kindertagen, Catharina Regina von Greiffenberg, verfasste zu der gedruckten Trauerpredigt ein Trauergedicht. Nach diesen Schicksalsschlägen unternahm Rudolf Wilhelm eine mehrmonatige Reise nach Italien.
In zweiter Ehe heiratete Rudolf Wilhelm am 4. Juli 1670 die Wild- und Rheingräfin Anna Juliana von Salm-Grumbach (1650–1721). Das Paar lebte in Regensburg und bekam einen Sohn, Adolf Wilhelm (1671–1738), und vier Töchter. In einem Brief bat Rudolf Wilhelm den sächsischen Kurfürsten Johann Georg II., im Falle seines Todes die Vormundschaft und die Fürsorge für seine Kinder zu übernehmen und sie vor der katholischen österreichischen Verwandtschaft zu schützen. Den Plan, seinen Wohnsitz in Sachsen zu nehmen, konnte er nicht mehr realisieren. Am 27. Januar 1677 diktierte er sein Testament und starb am nächsten Tag im Alter von erst 34 Jahren. Auch er wurde in der von ihm selbst geschaffenen Familiengrabstätte begraben. Seine 2. Ehefrau siedelte einige Jahre später mit den Kindern nach Dresden um und verstarb dort im Jahr 1721.

## Literarische Tätigkeit
Noch zu Lebzeiten seines Vaters wurde Rudolf mit 18 Jahren in die Fruchtbringende Gesellschaft aufgenommen und wählte das Pseudonym „Der Begütigende“. Obwohl er in der literarischen Welt noch unerfahren und im Schreiben, Dichten und Übersetzen wenig geübt war, kümmerte er sich um das in Teilen noch unveröffentlichte Werk seines Vaters. Seine eigenen Übersetzungspläne konnte er nicht realisieren. Es sind jedoch einige Widmungsgedichte von ihm erhalten.

## Scherenschnitte
Schon als Kind soll Rudolf Wilhelm meisterhafte Scherenschnitte von überdurchschnittlicher Kunstfertigkeit angefertigt haben, über die sich sein Hauslehrer Paul Winkler in einem Brief an Sigmund von Birken sehr lobend äußerte. 16 dieser Scherenschnitte haben die Jahrhunderte überdauert und befinden sich im Kupferstichkabinett des Germanischen Nationalmuseums in Nürnberg. Sie sind aus weißem Papier geschnitten, auf schwarze Unterlagen geklebt und sollen zu den ältesten erhaltenen Scherenschnitten Europas gehören. Neben ornamentalen Motiven und Wappen sind auch phantasievolle Darstellungen einer Bauernhochzeit, einer Elefantenjagd, die Vogelpredigt des hl. Franziskus, die Anbetung des Christkinds durch Hirten und die Hl. Drei Könige u. ä. dargestellt. Verloren sind die Scherenschnitte „Geharnischter Mann“ und „Schäferei“.

## Kunstsammlung
Rudolf war ein Kunstliebhaber, der vor allem Landschafts- und Blumenbilder sammelte. Seine Gemäldegalerie mit Bildern von Veronese, Caravaggio und anderen bekannten Künstlern wird von Joachim von Sandrart in seiner „Academie der Bau-, Bild und Mahlerey-Künste“ (Nürnberg 1675) beschrieben. Er besaß auch eine bedeutende Münzen- und Medaillensammlung.